# Mont Antero
Pour les articles homonymes, voir Antero.
Le mont Antero, en anglais Mount Antero, est un sommet montagneux américain dans le comté de Chaffee, au Colorado. Il culmine à 4 349 mètres d'altitude dans la chaîne Sawatch. Il est protégé au sein de la forêt nationale de San Isabel.